# Synagoga w Bukowsku (ul. Sanocka)

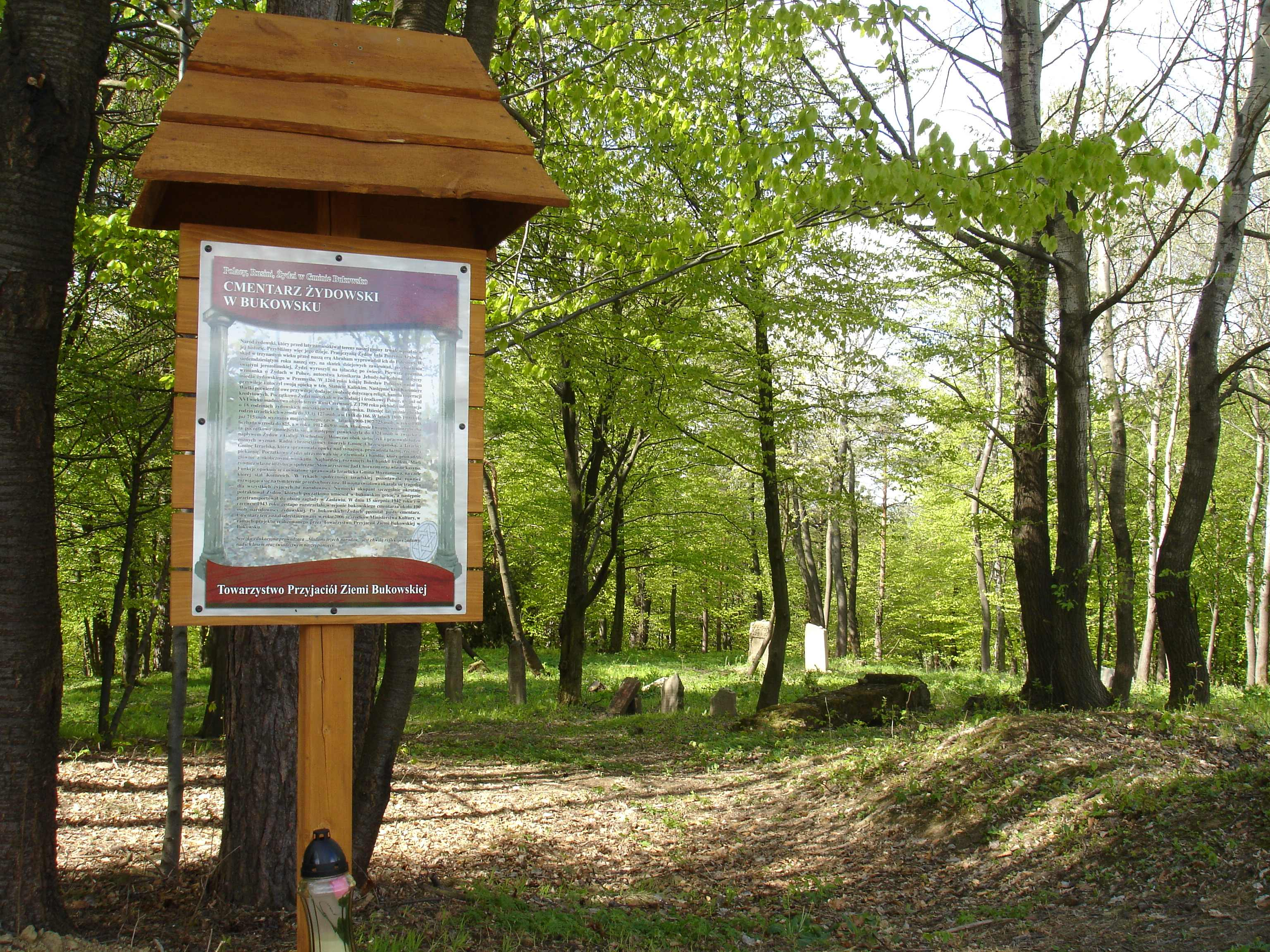
cmentarz żydowski w Bukowsku

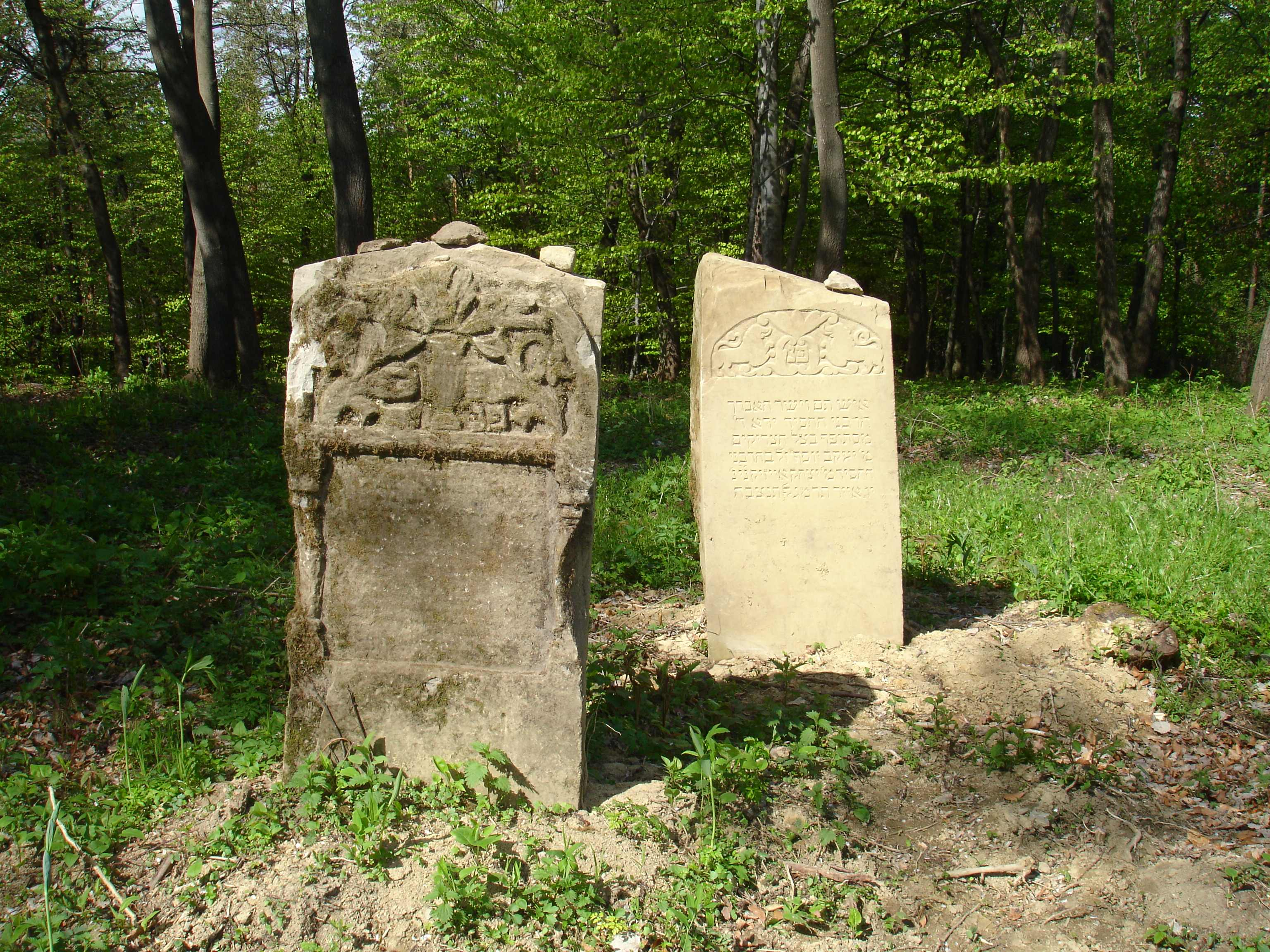
cmentarz żydowski w Bukowsku

Synagoga Gminna w Bukowsku – była to druga synagoga w mieście, powstała pod koniec XIX wieku. Była murowana, pokryta strzechą. Użycie takiego materiału na wykończenie dachu nie wynikało z niezamożności gminy, lecz było  świadome - "manna z nieba", umożliwiająca przeżycie Narodu Wybranego, mogła spłynąć poprzez szczeliny słomianego dachu. Dom modlitwy usytuowany był w górnej części Bukowska, na skraju miasta przy ul. Sanockiej 63 u wylotu drogi w kierunku wsi Nagórzany (zaraz za mostkiem). Synagoga została zdewastowana pierwszy raz we wrześniu 1939 podczas pogromu ukraińskiego, drugi raz w roku 1946 podczas kolejnych podpaleń i ataków UPA na miasto. Obecnie miejsce po synagodze zarasta pastwisko - nie zachowały się żadne ślady po murowanym budynku.